# Хадемсторф
Хадемсторф (њем. Hademstorf) општина је у њемачкој савезној држави Доња Саксонија. Једно је од 23 општинска средишта округа Золтау-Фалингбостел. Према процјени из 2010. у општини је живјело 853 становника. Посједује регионалну шифру (AGS) 3358012.

## Географски и демографски подаци
Хадемсторф се налази у савезној држави Доња Саксонија у округу Золтау-Фалингбостел. Општина се налази на надморској висини од 28 метара. Површина општине износи 9,2 km². У самом мјесту је, према процјени из 2010. године, живјело 853 становника. Просјечна густина становништва износи 92 становника/km².